# Гроот, Георг Кристоф
Гео́рг Кри́стоф Гроо́т, (Грот ; нем. Georg Christoph Grooth; 21 января 1716, Штутгарт, герцогство Вюртемберг, Священная Римская империя — 28 сентября 1749, Санкт-Петербург, Российская империя) — русский живописец-портретист немецкого происхождения по прозванию «маленький Гроот». Представитель россики. Один из ведущих портретистов периода елизаветинского рококо. Член большой художественной семьи немецких мастеров, работавших в России.

## Семья живописцев Гроот
Георг-Кристоф был родом из Штутгарта, столицы курфюршества Вюртемберг. Его отец — вюртембергский придворный живописец Иоганн Кристоф Гроот (1688—1764) был инспектором герцогских картинных галерей в Штутгарте и Людвигсбурге (Баден-Вюртемберг). Все его четыре сына — живописцы.
Младший брат Георга Кристофа — Иоган Фридрих (Иван Фёдорович; 1717—1801), приехавший со старшим братом в Санкт-Петербург, был художником-анималистом, как его именовали в России, «зверописцем». Третий брат — Иоганн Николаус Гроот (1723—1797) был живописцем-портретистом, работал в Вюртемберге, Вене, Мюнхене, Базеле и Берне.
Именно в России в творчестве братьев Гроот произошёл поворот от позднего немецкого барокко к лёгкому и изящному стилю рококо.

## Творчество Георга Кристофа Гроота
Георг Гроот учился живописи у своего отца и других мастеров в Людвигсбурге и Дрездене. Затем в 1739—1740 годах он жил и работал в Праге. В 1741 году он вместе с братом по приглашению генерал-аншефа Левендаля, находившегося на русской службе, переехал в Ревель, через два года перебрался в Санкт-Петербург. Он был небольшого роста и слегка горбат, вследствие чего получил ироничное прозвание «маленький Гроот» (Kleine Grooth).
В 1741 году Гроот стал живописцем Высочайшего двора и, оставался в российской столице до конца жизни, писал портреты особ императорской фамилии и русской придворной аристократии. Участвовал в проектировании Триумфальных ворот в Москве в честь коронации императрицы Елизаветы Петровны (1742). Расписывал интерьеры дворцов, писал иконы для домовой церкви Екатерининского дворца в Царском Селе (1743—1749). В 1746 году получил звание гофмалера (придворного живописца) императрицы Елизаветы Петровны. Георг Кристоф Гроот и Лукас Конрад Пфандцельт, немецкий художник, приехавший в Россию одновременно с Гроотом, были также назначены императрицей Елизаветой Петровной для надзора за реставрацией императорских коллекций живописи в Санкт-Петербурге..
Портреты, написанные Гроотом в Санкт-Петербурге, в полной мере отвечали новым вкусам елизаветинского двора. Таковы, например, портреты императрицы Елизаветы Петровны и великого князя Петра Фёдоровича вместе с великой княгиней Екатериной Алексеевной (находились до 1917 года в Романовской галерее Зимнего дворца). Конный портрет Екатерины I, а затем и Елизаветы Петровны с арапчонком (1743), настолько отражали новую европейскую моду на рококо, что были использованы в саксонском городе Майсене знаменитым скульптором-модельером И. И. Кендлером для создания аналогичной фарфоровой группы.
Георг Кристоф был женат на Анне Карловне Бекельман (1731—1819; во втором браке за генерал-аншефом И. И. Меллер-Закомельским).
Как и другие иностранные художники в России, Гроот имел русских учеников, среди которых был Иван Аргунов (1729—1802), талантливый живописец. Совместно с Гроотом Аргунов работал над росписью придворной церкви в Царском Селе.
В Государственном Русском музее в Санкт-Петербурге хранится одиннадцать придворных портретов работы Гроота (и две картины условно атрибутируются).

## Галерея

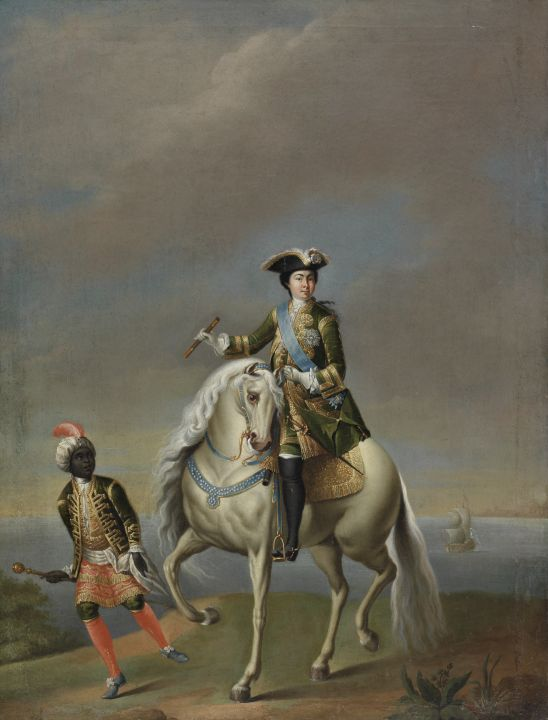
Екатерина I с арапчонком. 1740-е. Дворец-музей Кадриорг, Эстония
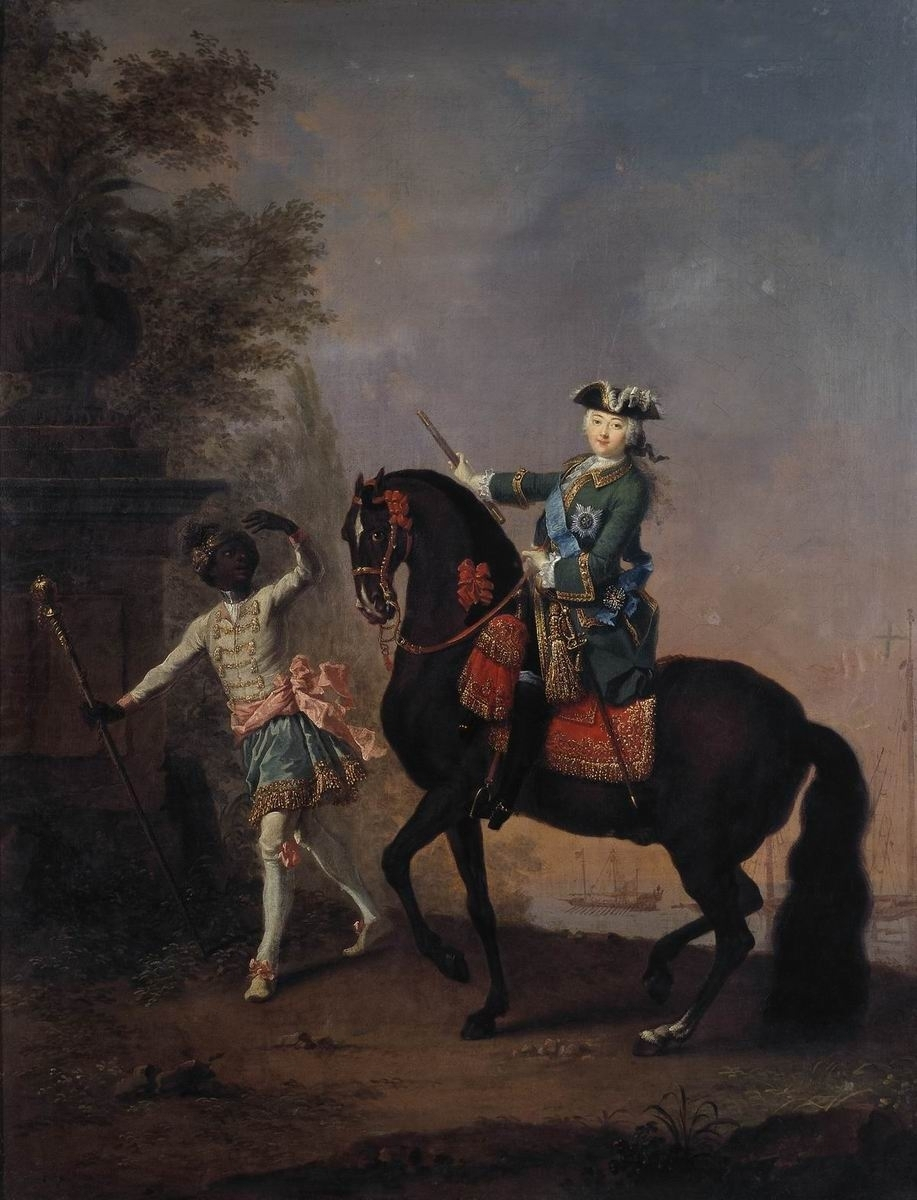
Императрица Елизавета Петровна с арапчонком. 1743. Государственная Третьяковская галерея, Москва
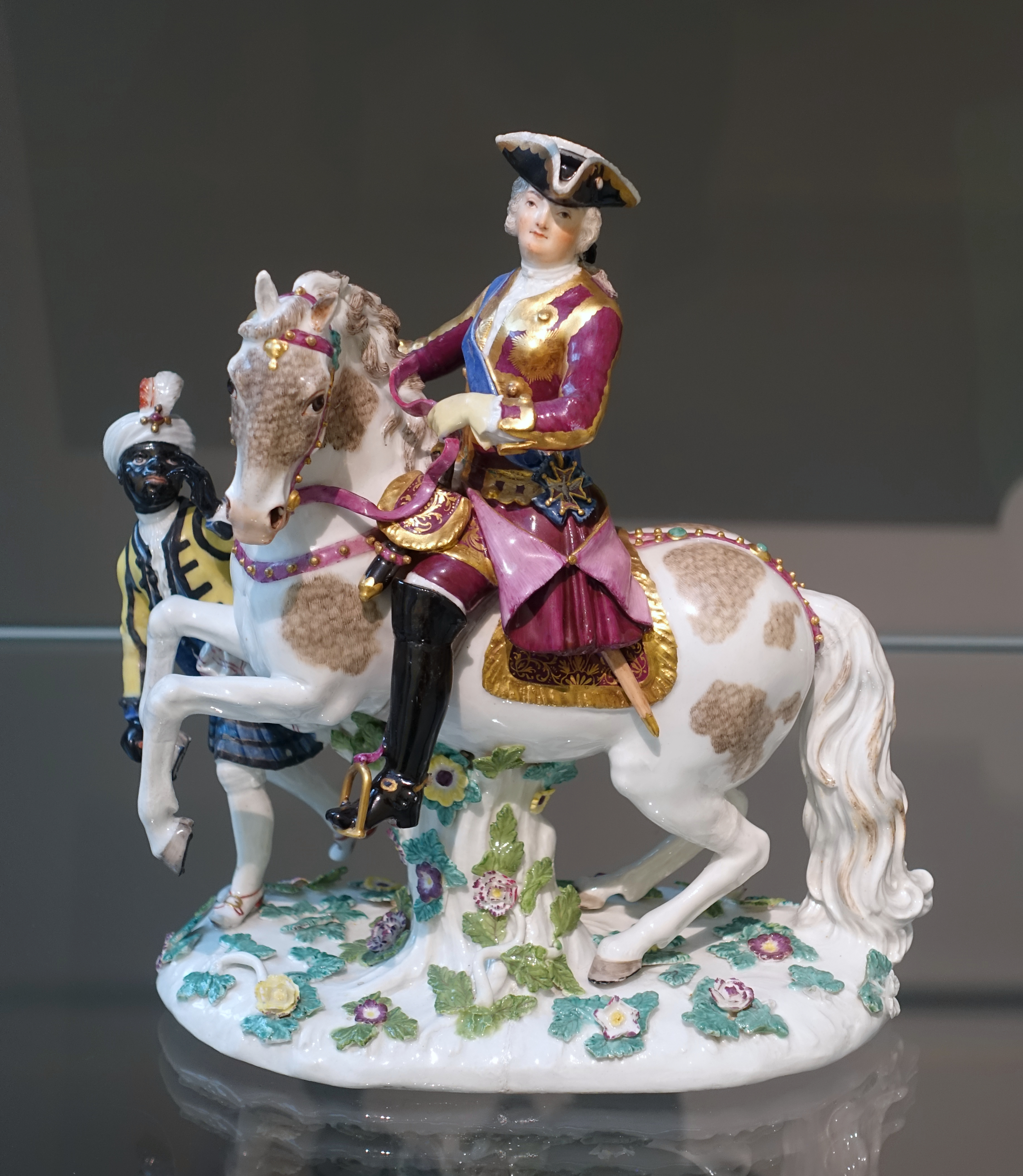
Императрица Елизавета Петровна с арапчонком. Между 1742 и 1750. Скульптурная группа. Фарфор, роспись. Модель И.И. Кендлера по картине Г. К. Гроота. Майсенская фарфоровая мануфактура
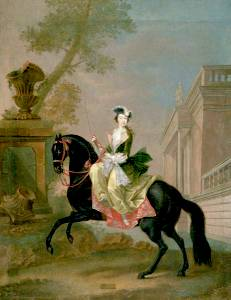
Великая княгиня Екатерина Алексеевна (будущая императрица Екатерина II). Конный портрет (копия К. Головачевского. 1758). Дворец-музей Кадриорг
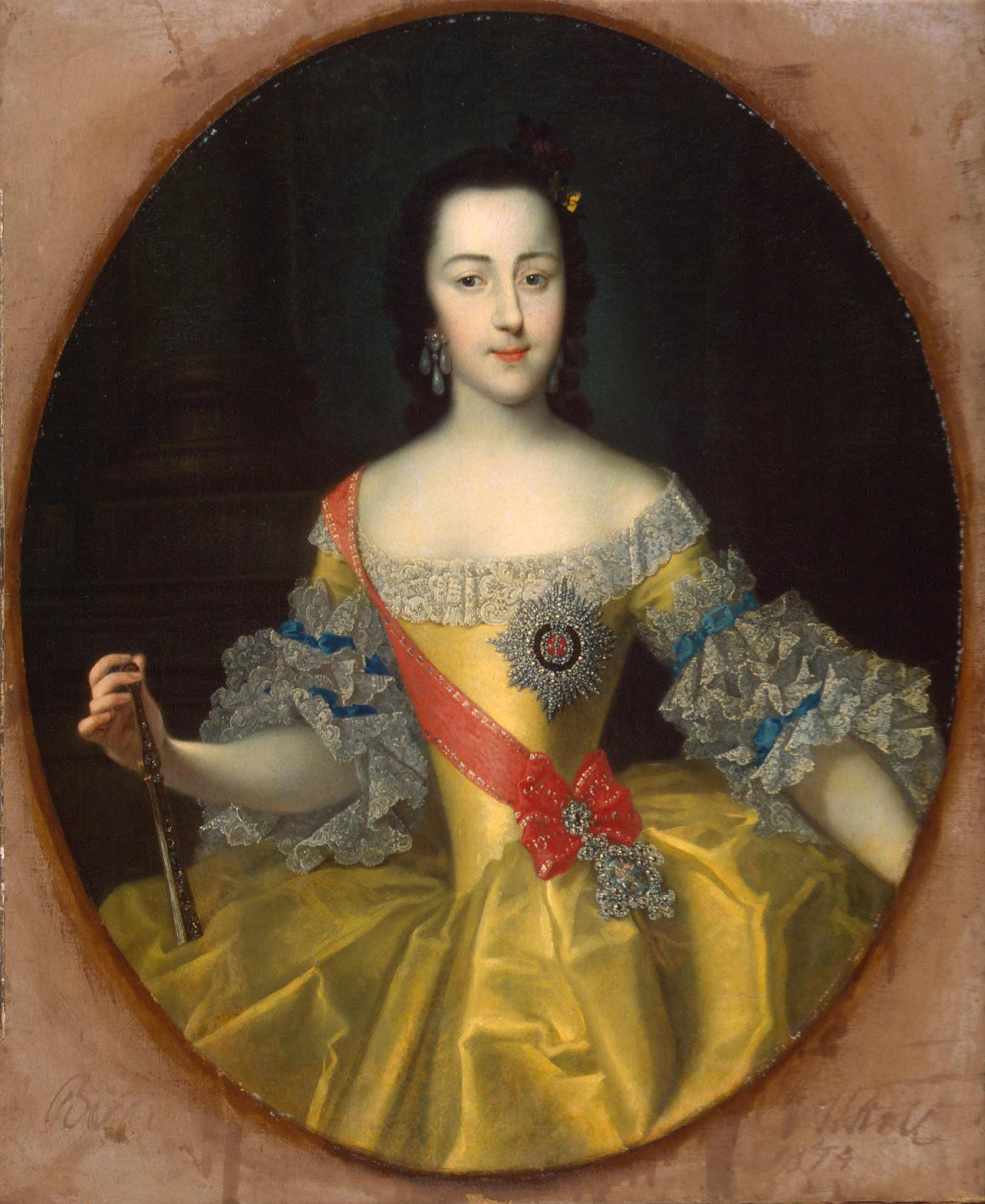
Великая княгиня Екатерина Алексеевна. Ок. 1745. Государственный Эрмитаж, Санкт-Петербург
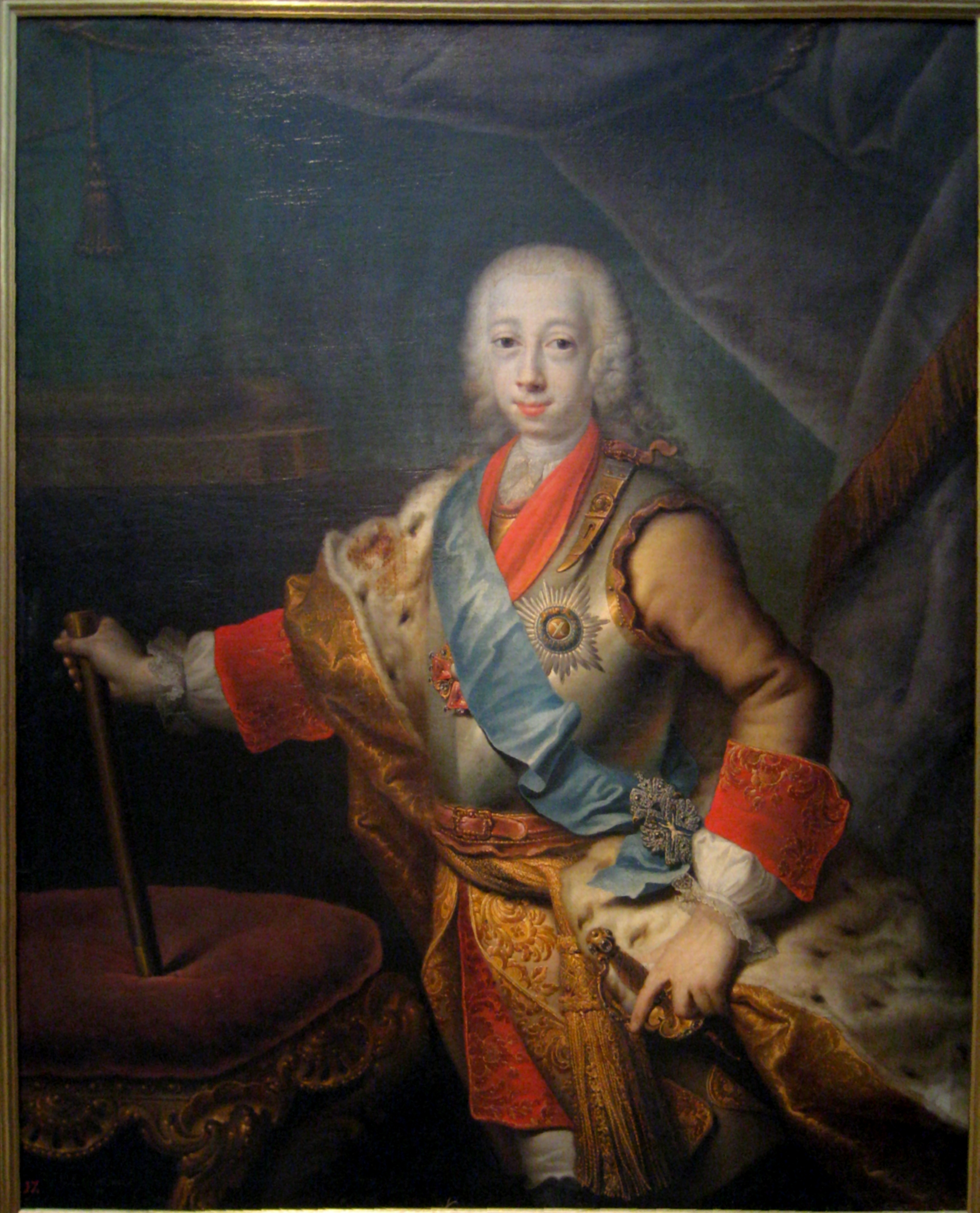
Пётр III Фёдорович (Карл Пётр Ульрих). 1743. Государственная Третьяковская галерея, Москва
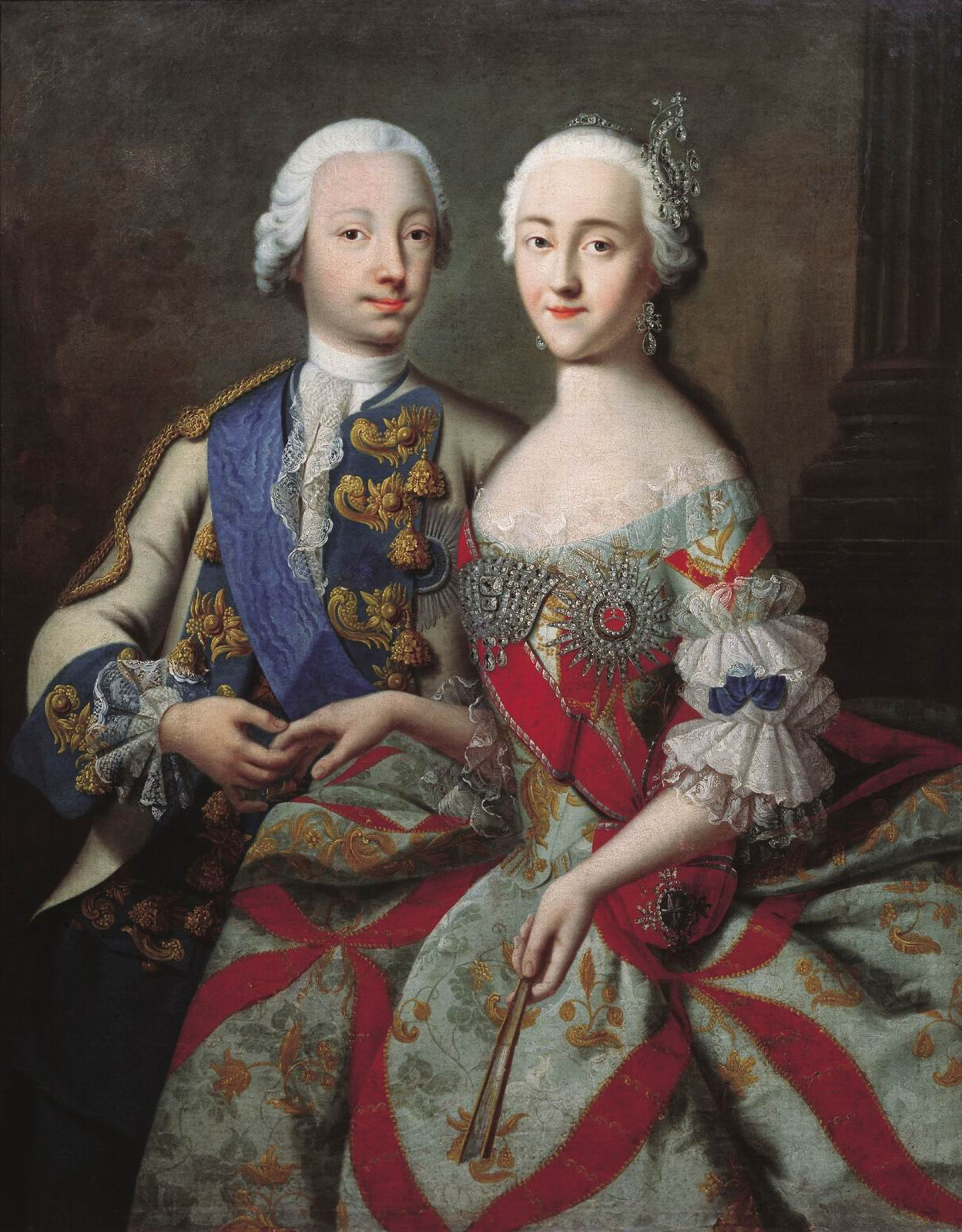
Цесаревич Пётр Фёдорович и великая княгиня Екатерина Алексеевна. 1740-е. Одесский национальный художественный музей
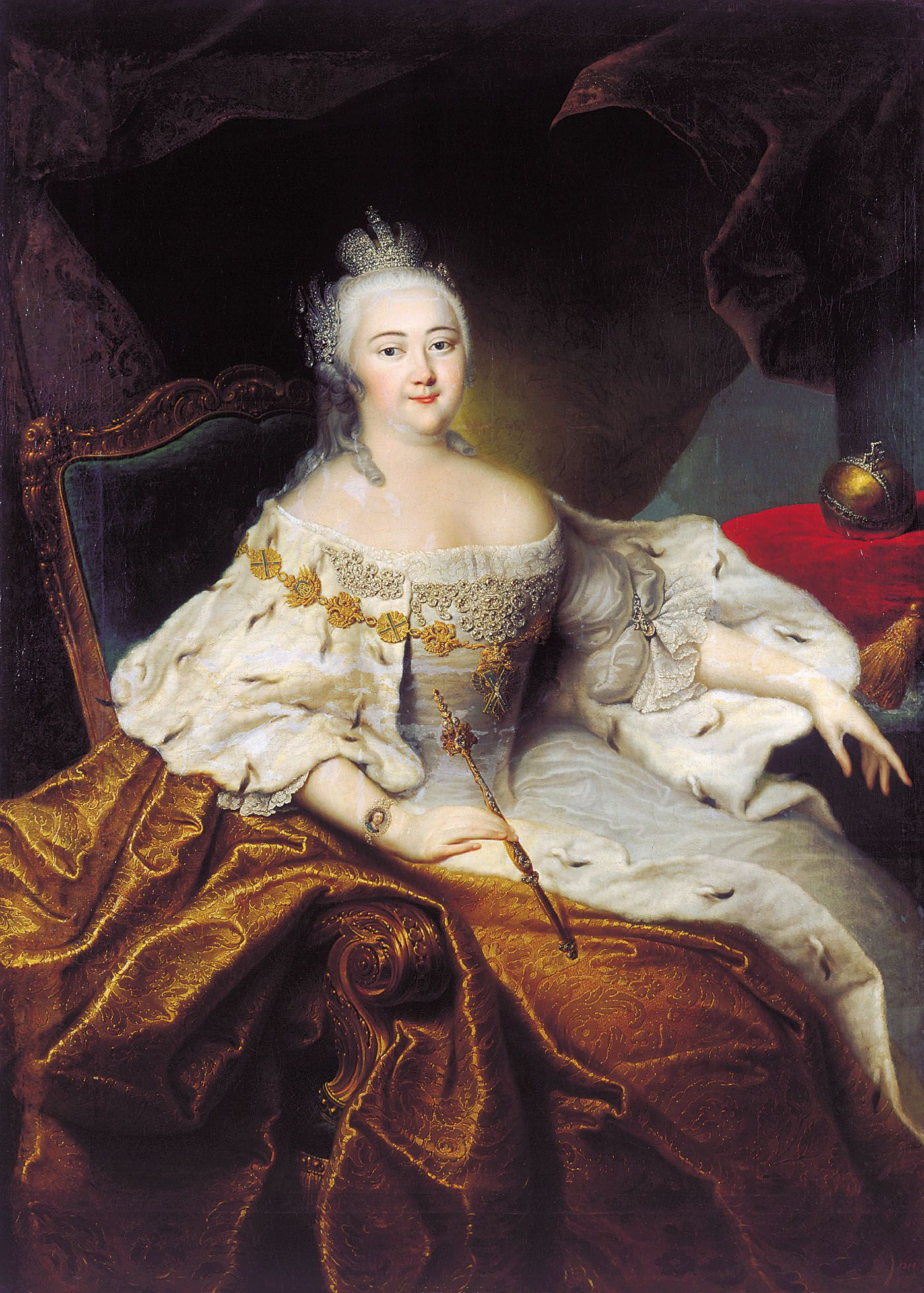
Императрица Елизавета Петровна. Гатчина (музей-заповедник)
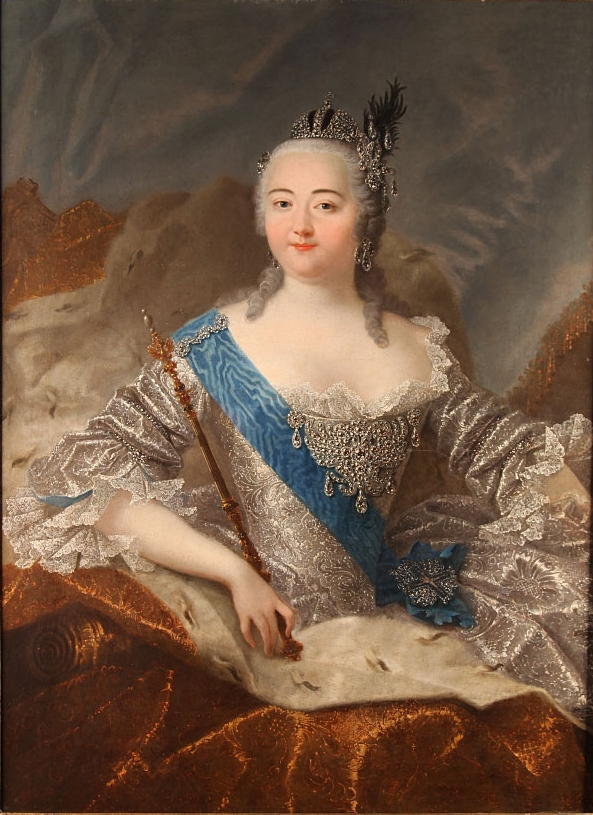
Императрица Елизавета Петровна. Частное собрание
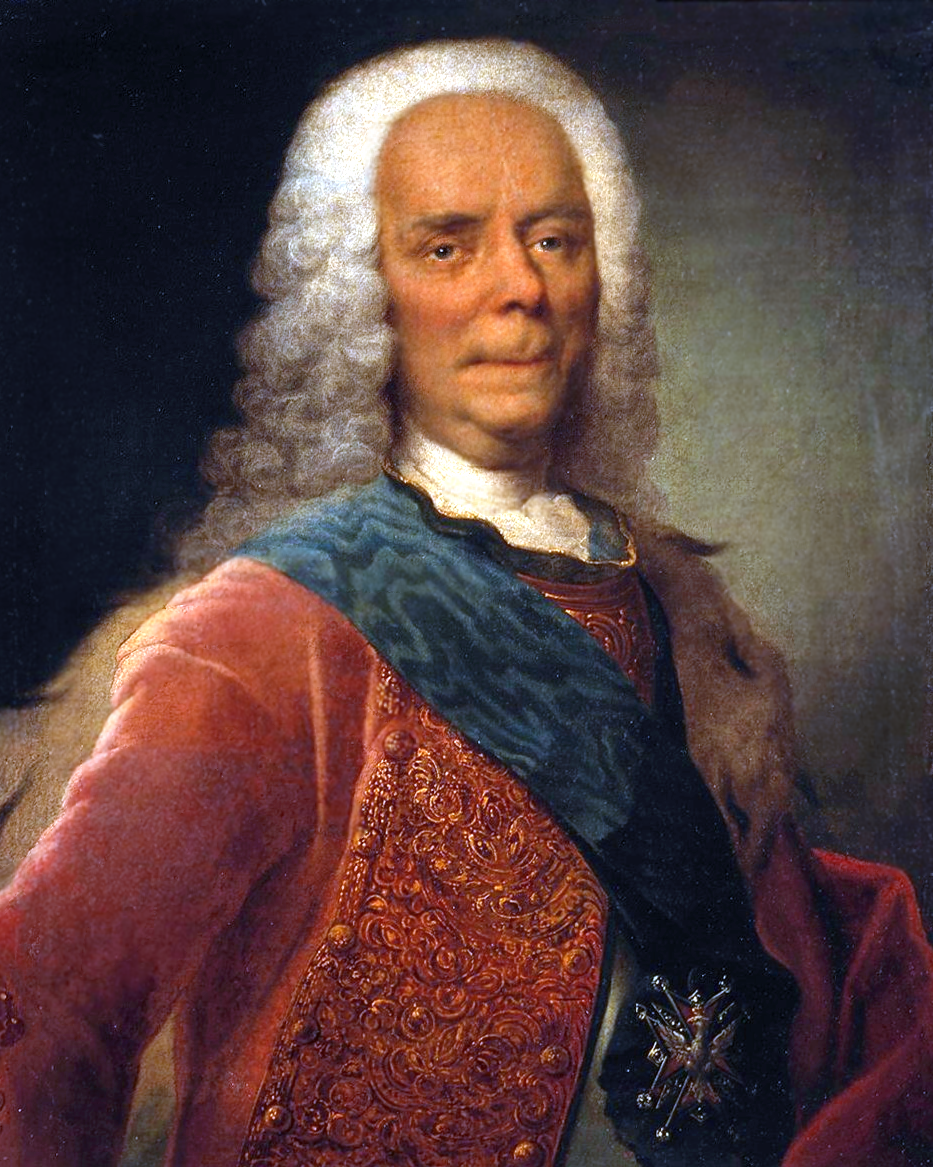
Генерал-фельдмаршал князь Василий Владимирович Долгоруков. 1740-е.
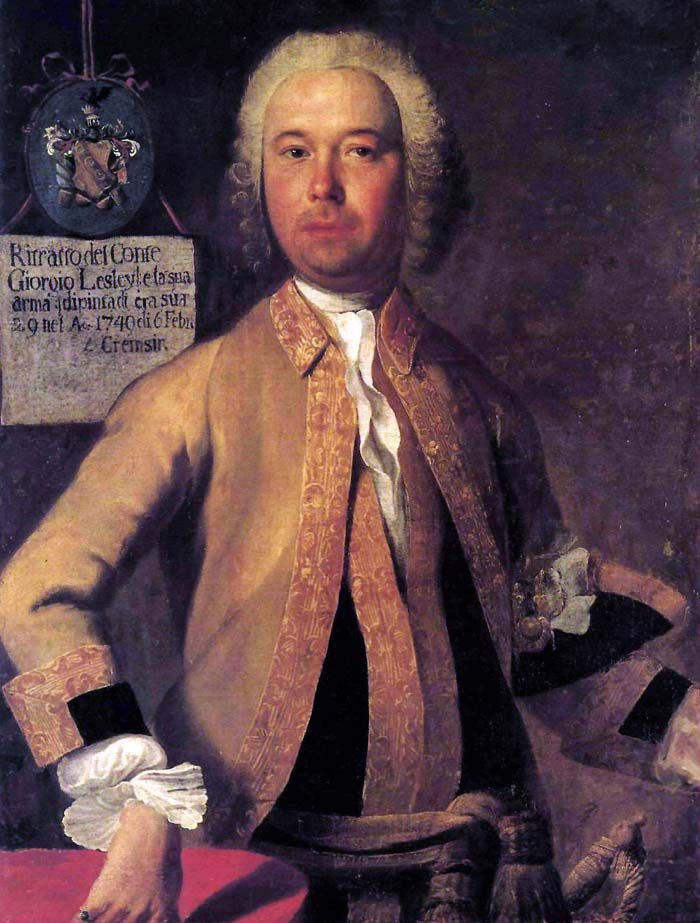
Секунд-майор Пермского драгунского полка (в дальнейшем — генерал-майор) Г. Ю. Лесли. 1949. Государственный Русский музей
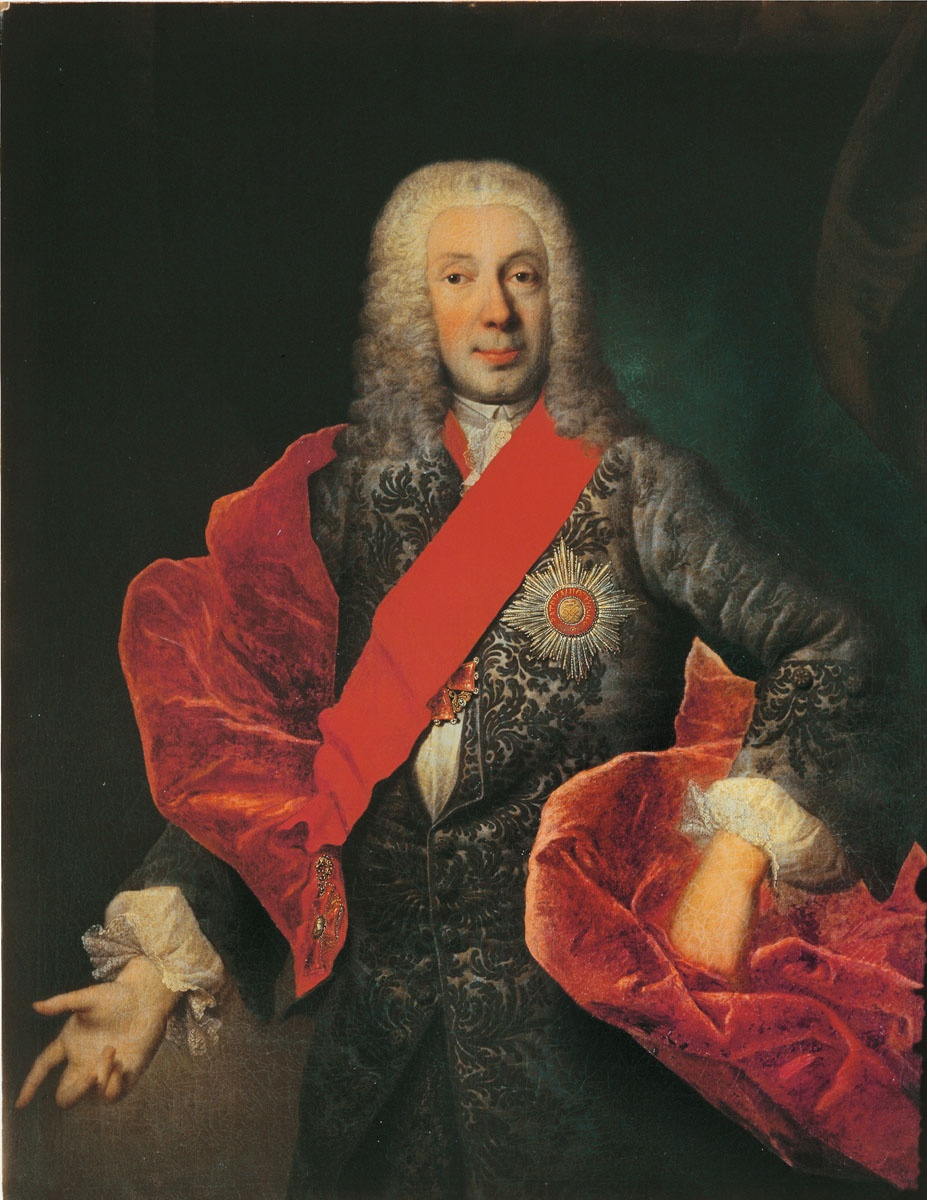
Фридрих Вильгельм фон Берхгольц. 1742.
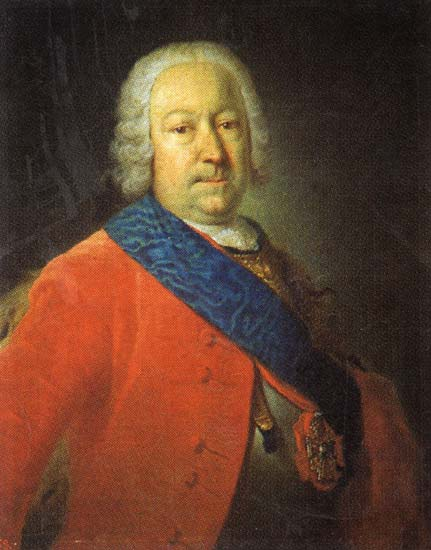
Обер-шталмейстер князь Александр Борисович Куракин. 1747.
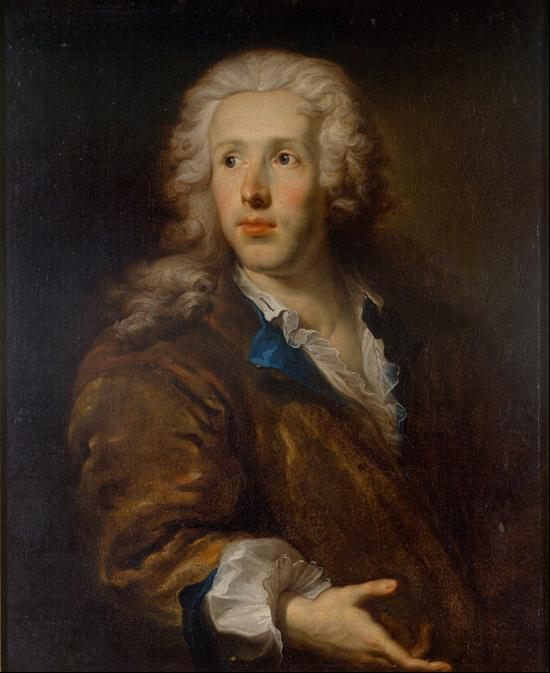
Портрет живописца Якоба Весселя. 1744. Земельный музей Вюртемберга, Баден-Вюртемберг